# Horst Heinrich Jakobs
Horst Heinrich Jakobs (* 24. November 1934; † 27. Januar 2023) war ein deutscher Rechtswissenschaftler und Hochschullehrer.

## Leben
Nach der Promotion in Bonn 1963 und Habilitation an der Universität Bonn 1969 wurde er 1971 ordentlicher Professor in Bochum. Er lehrte ab 1974 Römisches und Bürgerliches Recht in Bonn. Seit 2000 war er emeritiert.

## Schriften (Auswahl)
- Lucrum ex negotiatione. Kondiktionsrechtliche Gewinnhaftung in geschichtlicher Sicht. Tübingen 1993, ISBN 3-16-146072-3.
- De similibus ad similia bei Bracton und Azo. Frankfurt am Main 1996, ISBN 3-465-02900-3.
- Magna glossa. Textstufen der legistischen Glossa ordinaria. Paderborn 2006, ISBN 3-506-75620-6.
- Hugolinusglossen im accursischen Apparat zum Digestum vetus. Frankfurt am Main 2017, ISBN 3-465-04329-4.